# 信教の自由
信教の自由（しんきょうのじゆう）とは、信仰の自由などから構成される宗教に関する人権。信教の自由（宗教の自由）とは、特定の宗教を信じる自由または一般に宗教を信じない自由をいう。西欧では、教会権力からの自由を求める帰結として確立された。
世界人権宣言及び市民的及び政治的権利に関する国際規約の共に第18条、日本国憲法においては20条で規定される。宗教的寛容や宗教自由、信仰自由ともいう。

## 経緯
ヨーロッパ諸国では、信教の自由はカトリック教会からの人間精神の解放を求める闘いの結果として確立された歴史があり、それは精神的自由そのものの希求として、近代の自由権確立の原動力となった。このような背景から、近代憲法は例外なく信教の自由を保障する規定を盛り込んでいる。
信教の自由を保障した法典の例として以下のようなものがある。
- ミラノ勅令
- マグナ・カルタ
- ワルシャワ連盟協約
- ルドルフ2世の勅書
- ギュルハネ勅令
- アメリカ合衆国憲法
  - 修正条項第一条　連邦議会は、国教を樹立し、あるいは信教上の自由な行為を禁止する法律、または言論あるいは出版の自由を制限し、または人民が平穏に集会し、また苦痛の救済を求めるため政府に請願する権利を侵す法律を制定してはならない。
- 世界人権宣言
  - 第18条　すべて人は、思想、良心及び宗教の自由に対する権利を有する。この権利は、宗教又は信念を変更する自由並びに単独で又は他の者と共同して、公的に又は私的に、布教、行事、礼拝及び儀式によって宗教又は信念を表明する自由を含む。
- 市民的及び政治的権利に関する国際規約
  - 第18条　すべての者は、思想、良心及び宗教の自由についての権利を有する。この権利には、自ら選択する宗教又は信念を受け入れ又は有する自由並びに、単独で又は他の者と共同して及び公に又は私的に、礼拝、儀式、行事及び教導によってその宗教又は信念を表明する自由を含む。

以上には人間と市民の権利の宣言が含まれていない。公的秩序に制限される分、保障が弱いため。フランス王国のルイ16世がフォンテーヌブローの勅令を廃しているが、フランス革命で彼が死刑にされているため、宣言の成立経緯には注意を要する。

## 内容
信教の自由は具体的には以下の内容で構成される。
信仰の自由
個人が内心において特定の宗教的信仰をもち、あるいは、いかなる信仰ももたない自由をいう。
この意味の信仰の自由は思想・良心の自由の宗教的側面である。
宗教的行為の自由
礼拝・祈祷その他の宗教上の儀式や式典を行い、それに参加する自由、また、それに全く参加しない自由である。。
この意味の信教の自由は表現の自由の宗教的側面である。
宗教上の結社の自由
宗教団体を結社する権利。結社の自由の宗教的側面での保障として捉えられる。

## 日本

### 大日本帝国憲法
大日本帝国憲法については28条に規定があり、諸外国の憲法と同じく信教の自由を保障していたが、明治憲法下の権利保障は「法律ノ範囲内ニ於テ」または「法律ニ定メタル場合ヲ除ク外」として認め、最終的に、権利保障に関する法律が効力を持つには、天皇による裁可が必要とされた（法律の留保）。信教の自由については他の自由権規定とは異なり法律の留保さえなかった。これについて「安寧秩序ヲ妨ケス及臣民タルノ義務ニ背カサル限」において法律をもってしても制限することができないと解釈する学説もあったが、実際には「臣民タルノ義務」に含まれるものとして法律によらなくても命令によって制限することもできると理解されていた。
また、明治憲法下では、神社神道については国民道徳的なものを併せ持ち、仏教やキリスト教などとは本質的に異なるものとされ、信教の自由の保障とは無関係とされ、特別な地位にあった。
明治憲法下の信教の自由をめぐる事件には次のようなものがある。
教育勅語不敬事件
内村鑑三が教育勅語に対する拝礼を拒否したために問題となり、第一高等中学校教員を辞職。
上智大生靖国神社参拝拒否事件
1932年、クリスチャンの上智大学の学生が靖国神社で参拝を拒否したために問題となった事件。軍部を恐れた上智大側が、個人的信仰と国民としての公の義務は別である旨を文部省に申し入れたため事態は沈静化したが、これ以降、キリスト教徒が積極的に戦争の遂行と神道奉賛に傾斜してゆく端緒となった。
1935年、大本事件

### 日本国憲法
日本国憲法においては、20条に規定がある。
なお日本国憲法下では、神道（神社）も「宗教の一つ」として扱われている（宗教法人法第2条）。

#### 信教の自由の保障
第1項前段は「信教の自由は、何人に対してもこれを保障する。」と規定し、第2項で「何人も、宗教上の行為、祝典、儀式又は行事に参加することを強制されない。」と規定している。国が特定の宗教を正統として信仰を強制・干渉する行為、特定の信仰を有することや有しないことを理由に刑罰その他の不利益を加える行為、人の信仰を強制的に告白させたり宗教的な意味を持つ発言や行為を強制する行為（かつての宗門改や踏み絵の類）は本条に違反する（宗教における沈黙の自由）。また、信仰に反する行為を強制することも本条に違反する。
なお、自衛官護国神社合祀事件において最高裁は「自己もしくは親しい者の死について、他人から干渉を受けない静謐の中で、宗教上の感情と思考を巡らせ、行為をなす」という宗教的人格権について法的利益と認めることはできないと判示している（最大判昭和63・6・1民集42巻5号277頁）。

#### 信教の自由の限界
信教の自由のうち内心の信仰に関するものについては、思想・良心の自由（日本国憲法第19条）と同じく絶対的無制約と解されている。内心の信仰において邪教か真正な宗教かという判断については、国民の手に委ねられるべきものであって、公権力が決定すべきでないと解されている。
これに対して、外部的行為を伴うものについては、信仰の表明としてなされた行為であっても他者の権利や利益に対して現実的・具体的害悪を及ぼす場合にまで絶対的に保障されるものではない。ただ、宗教的行為は内心の信仰と密接に関連するものであるから慎重な配慮が必要とされ、信教の自由に対する制約については、その性質上、表現の自由と同様に厳格な基準が適用される。

#### 信教の自由に関する判例
なお、政教分離原則に関連する判例については、政教分離原則の項目を参照。
加持祈祷事件
精神障害者の平癒を祈願するために、宗教行為として加持祈祷行為がなされたが、それによって被害者を死亡に至らしめた行為が、傷害致死罪に問われた事件で、最高裁は憲法第20条第1項の信教の自由の保障の限界を逸脱したものというほかないとして、被告人の上告を棄却した（加持祈祷事件、最大判昭和38・5・15刑集第17巻4号302頁）。
剣道履修拒否事件
最高裁は、信仰上の理由により剣道実技の履修を拒否した神戸市立工業高等専門学校の学生に対して、学校側が採った原級留置処分及び退学処分について、裁量権の範囲を超える違法なものであると判断した（神戸高専剣道実技拒否事件、最判平成8年3月8日民集50巻3号469頁）。
輸血拒否事件
最高裁は、 宗教上の信念から、いかなる場合にも輸血を受けることは拒否するとの固い意思を有しているエホバの証人の患者に対し、医師がほかに救命手段がない事態に至った場合には、輸血するとの方針を採っていることを説明しないまま、手術を施行して輸血をした場合において、医師の不法行為責任を認めた（エホバの証人輸血拒否事件、最判平成12年2月29日民集54巻2号582頁）。
青春を返せ裁判
平成13年６月29日札幌地方裁判所で言い渡された統一協会（現・世界平和統一家庭連合）の元信者原告20名の事件（青春を返せ裁判）の判決では、正体を隠した勧誘等を内容とする統一協会の伝道・教化活動について、目的と結果の不当性も認定したうえで最終的に「信仰の自由や財産権等を侵害するおそれ」のある行為であると認定した。

### オウム真理教と信教の自由
日本の警察において扱われ、「信教の自由」が関係してきた問題のひとつとして、オウム真理教の教団施設から脱走した信者を拉致する事件が頻発し、東京都内でも1991年（平成3年）秋ごろから相次いでいたが、オウム真理教は『信教の自由』を盾に警察の追及を免れていた。元警視庁捜査官は「本人の自由意思で教団に戻った」と主張されると、警察官は引き下がらざるを得なかったと歯がゆさを語っている。1995年2月の目黒公証役場事務長監禁致死事件まで、オウム真理教事件に関する捜査が進められなかったため、「信教の自由」を盾に、同種の事件が起こる懸念を表明している。
ジャーナリストの藤田庄市は、殺人を「ポア（救済殺人）」として正当化する教義をもつオウム真理教や、先祖因縁などの宗教的脅迫で財産を奪取する統一教会を例にあげ、「信教の自由」が「精神の自由」を侵害する人権蹂躙は、従来の宗教観の枠に呪縛されていれば見えないと指摘した。

## フランス
フランスは、幾らかの宗教団体をセクトと指定し、監視を行っている (政府の文書によってセクトと分類された団体一覧#フランス)。
欧州でイスラーム過激派によるテロが続く中、2016年、フランス当局は、イスラーム過激派の伝道を行っていると見られる一部のモスクを強制的に閉鎖した。また、フランス当局は、「世俗的原則のための厳密な配慮」の上で、モスクの資金の透明性の確保することに取り組んでいる。

## アメリカ合衆国
イングランド国教会に反発するピューリタン革命とその後の王政復古、名誉革命などのイングランドの混乱のなか、ニューイングランド植民地へ、様々な宗派のピューリタンが多数移住した。アメリカ合衆国の独立によって、1791年の権利章典（合衆国憲法修正第1条)では国教が禁止され、宗教の自由が明記された。
1998年以降は、アメリカ国際宗教自由委員会が他国の信教の自由について調査し、侵害の度合いを判別して報告書に取りまとめている。2019年までに中国、ミャンマー、北朝鮮、イラン、サウジアラビア、ウズベキスタン、トルクメニスタン、タジキスタン、エリトリアを「特に懸念される国」に指定したほか、2020年にはナイジェリア、パキスタンを追加指定している。

## 政教分離の原則　Separation of Church and State
国家と宗教が結びつくとき、個々人の信教の自由に対する間接的圧迫を生じたり、宗教が世俗権力と癒着することで宗教的な純粋さを失って堕落したり、国家が宗教的な激しい対立に巻き込まれてきたという歴史があることから、国家の非宗教性ないし国家と宗教との分離が要請されるようになった。しかし、分離の度合いはまちまちであり、フランスのように完全な分離の立場をとる国々もあれば、イギリスやデンマーク、コスタリカのように国教制度をとりつつ国教以外の宗教に対して広汎な宗教的寛容を認めることで信教の自由を図ろうとする国もある。
日本国憲法第20条は第1項後段で「いかなる宗教団体も、国から特権を受け、又は政治上の権力を行使してはならない。」として特権付与の禁止と宗教団体の政治的権力行使の禁止を定めている。また、第3項後段で「国及びその機関は、宗教教育その他いかなる宗教的活動もしてはならない。」とし国の宗教的活動の禁止を規定している。